# Rostafuroxina
Rostafuroxina é um fármaco em testes capaz de reduzir a pressão arterial em ratos. Trata-se de um antagonista da ouabaína, hormônio que atua no controle de sódio no rim, na concentração intracelular de cálcio no coração e vasos sanguíneos e na volemia.